# 吉田俊道
吉田 俊道（よしだ としみち、1959年 - ）は、特定非営利活動法人「大地といのちの会」理事長。「菌ちゃんふぁーむ」園主。

## 来歴
長崎県長崎市に生まれる。九州大学農学部大学院修士課程修了後、長崎県庁の農業改良普及員となる。1996年に県庁を退職し、有機農業を始めた。
1999年、佐世保市を拠点に「大地といのちの会」を結成し、九州を拠点に生ごみリサイクルを活用した野菜栽培に取り組む。
「大地といのちの会」は2007年に「平成18年度地域づくり総務大臣表彰（地域振興部門）」を受けた（15団体の一つ）。この団体はEM菌というスピリチュアル素材を扱う団体である。菌ちゃん先生こと吉田俊道さんの「いのちを循環させる微生物」のお話
2009年に吉田は、内閣府による「食育推進ボランティア表彰」の対象となった（10の団体・個人のうちの一人）。

## 著書
- 『お野菜さんありがとう～子どもと一緒に菌ちゃん野菜作り』[要文献特定詳細情報]
- 『生ごみ先生が教える「元気野菜づくり」超入門』東洋経済新報社、2017年 ISBN 9784492046074
- 『菌ちゃん野菜作り＆元気人間作り』[要文献特定詳細情報]
- 『いのち輝く元気野菜のひみつ』大地といのちの会、[要文献特定詳細情報]